# Jean Joseph Édouard Reed
Pour les articles homonymes, voir Reed.
Jean Jacques Edouard Reed, né le 29 mars 1739 à Gravelines (Nord), mort le 31 mai 1819 à Béthune (Pas-de-Calais), est un général français de la Révolution et de l’Empire.

## États de service
Fils d’émigré Irlandais, il entre en service en 1749, à 10 ans dans le régiment de Berwick, et nous le retrouvons le 5 février 1792, comme lieutenant-colonel en second au 88e régiment d’infanterie. Le 16 novembre 1792, il prend provisoirement le commandement de Besançon.
Il est promu général de brigade le 11 août 1793, et commandant provisoire de la 6e division militaire, il a à cette époque sous ses ordres l'adjudant général Jean-Baptiste Bernard Viénot de Vaublanc. Le 5 avril 1794, il est nommé commandant adjoint à Strasbourg, puis le 4 mai il est affecté à l’armée du Nord, avant de prendre le commandement d’Arras le 21 mai, puis celui de Courtrai le 7 août 1794. 
Le 22 février 1795, il commande Gand, puis Ostende le 23 juin, la Flandre néerlandaise le 30 juin, de nouveau Gand le 17 octobre, et le département de l’Escaut le 21 novembre 1795. Le 23 août 1796, il rejoint Ypres et le 13 octobre suivant, il commande le département de la Lys à Bruges avant de retourner à Gand commander le département de l’Escaut.
Il est mis en congé de réforme le 13 février 1797, et il se retire à Béthune.
Il meurt le 31 mai 1819.

## Sources
- (en) « Generals Who Served in the French Army during the Period 1789 - 1814: Eberle to Exelmans »
- (pl) « Napoléon.org.pl »